# Diga di Bighorn
La Bighorn Dam è una diga nell'Alberta centro-occidentale, in Canada.

## Storia e descrizione
La sua costruzione, dovuta alla TransAlta Corporation nel 1972, ha portato alla creazione del Lago Abraham, il bacino artificiale più grande dello Stato dell'Alberta.